# Chapelle Saint-Barthélemy de la Chapelette
La chapelle Saint-Barthélemy de la Chapelette est un édifice situé à Saint-Julien-Chapteuil, en France.

## Localisation
La chapelle est située sur le territoire de la commune de Saint-Julien-Chapteuil,  dans le département  de la Haute-Loire, en région Auvergne-Rhône-Alpes.

## Description
La chapelle est un petit édifice dont la nef et l'abside paraissent dater de l'époque romane. La façade occidentale et le clocher auraient été reconstruits au XVIIe siècle. Une petite niche carrée, au pied de l'entrée nord de l'abside, conserve plusieurs ossements. Des sarcophages mérovingiens trouvés à proximité suggèrent qu'il s’agit d'un lieu de culte plus ancien encore. À l'intérieur, on peut voir une statue naïve de saint Barthélémy portant, après avoir été écorché vif, sa propre dépouille.

## Historique
La chapelle est inscrite au titre des monuments historiques par arrêté du 7 mai 1982.

## Galerie

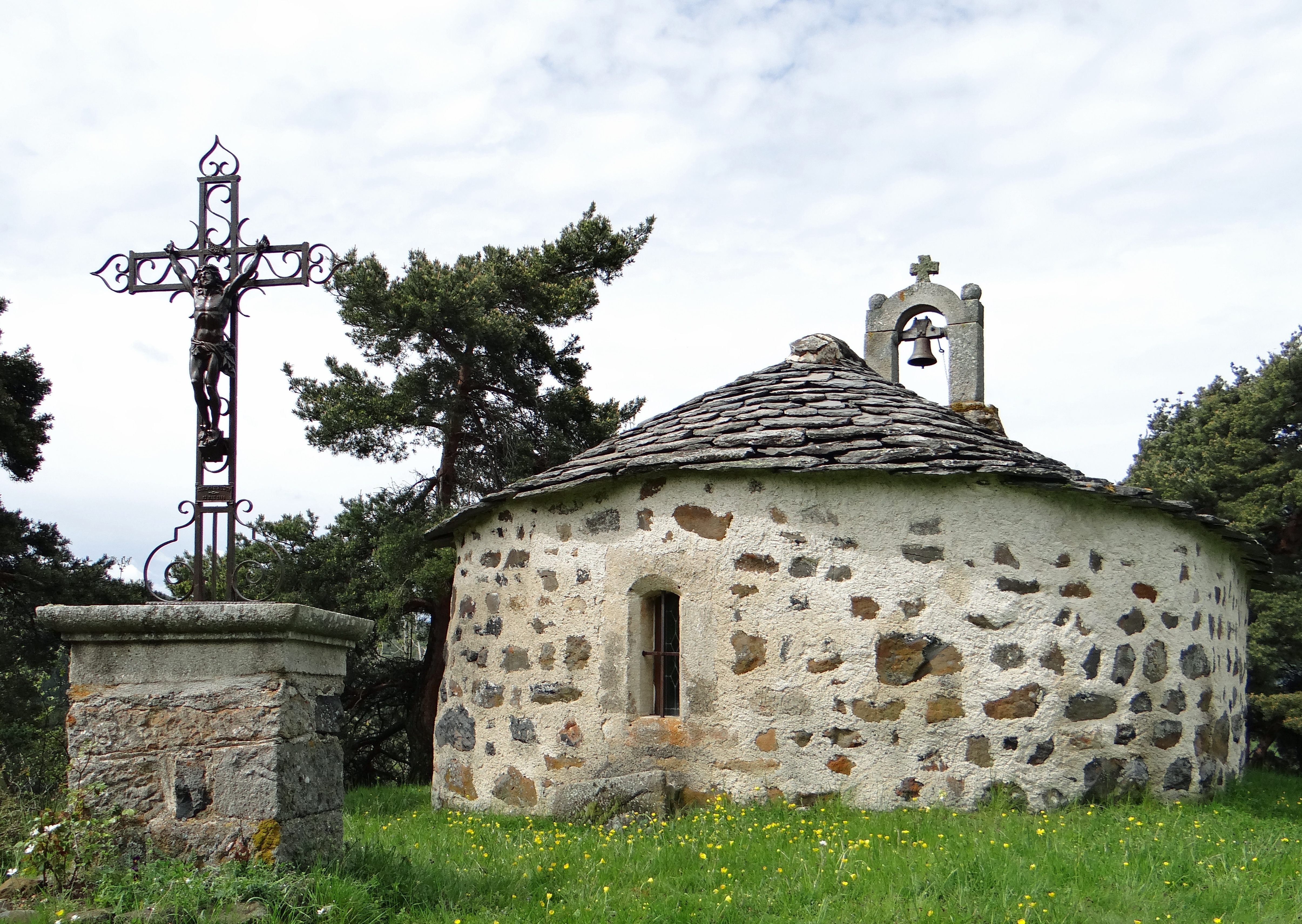